# Nicole Terborg
Nicole Terborg (Nijmegen, 1976) is een Nederlands journalist, presentator, verslaggever, radiomaker en religiewetenschapper.

## Levensloop
Terborgs ouders zijn cabaretière en actrice Jetty Mathurin en Gustaaf Terborg. Haar oudere zus is artiestenmanager, actrice en schrijfster Glynis Terborg, en haar tweelingbroer is Luc Terborg. Ze groeide op in Cuijk. In 1988 gingen haar ouders uit elkaar, waarop Terborg van haar dertiende tot haar achttiende bij haar tante Sonja in Amsterdam woonde als 'kweekje' (pleegkind). Haar tante was 29 jaar oud toen Terborg bij haar kwam wonen; ze was een jongere zus van haar moeder. Ze was verpleegkundige op een verloskunde- en kraamafdeling. Ze heeft drie studies afgerond, journalistiek aan de Hogeschool Utrecht, religie en levensbeschouwing (richting media en communicatie) aan de Vrije Universiteit Amsterdam en een master 'journalistiek in een crossmediale nieuwsomgeving' aan de Media Academie te Hilversum.

## Werk
Terborg werkt voor verschillende televisie- en radioprogramma's van de publieke omroep, zowel landelijk als regionaal. O.a. NH Buurten (omroep NH), Kunststof (NTR), Nooit meer slapen (VPRO), Zorg en Hoop (NTR), Dichtbij Nederland (NTR), Nieuwslijn (Radio Nederland Wereldomroep), Studio Max Live (Omroep MAX), Bureau Buitenland (VPRO), de podcast en Vrijheidsgasten (Vrijheidscollege).
Terborg maakte verschillende documentaires voor de NPO, zoals Dichtbij wit (2019) over het taboe-onderwerp colorisme, Het nieuwe gezicht van Hockey (2016) over HC Feijenoord, een van de jongste hockeyclubs van Nederland en Muzikale klasse(n) (2020), waarin ze onderzocht hoe het Leerorkest in vijftien jaar kon uitgroeien tot een landelijk en zelfs internationaal fenomeen.
Naast haar werk als journalist, presentator en documentairemaker presenteert en leidt Terborg uiteenlopende bijeenkomsten: van debatten en congressen tot literaire festivals.
Zij was de interviewer in de zesdelige podcast De goede immigrant van de VPRO voor NPO Radio 1, gemaakt door Dipsaus. De podcast is sinds 22 oktober 2021 online te beluisteren. Geïnterviewden zijn Quinsy Gario, Deborah Cameron, Hasret Emine, Yael van der Wouden, Manju Reijmer en Khadija Boujbira.
In 2023 maakte Terborg de zesdelige radiodocumentaire Kweekje, mi kwekipikin, waarvoor ze met verschillende experts sprak, zoals historici, cultureel antropologen en  sociologen, onder wie socioloog Aspha Bijnaar.  Ze sprak ook met verschillende familieleden in Nederland en Suriname, onder wie haar moeder en de tante bij wie ze als 'kweekje' inwoonde. Ook bezocht ze de plantage in Suriname waar haar voorouders woonden en werkten in slavernij, plantage Berlijn. De serie werd op 4 november 2023 als podcast beschikbaar gesteld via 'NPO Luister', het podcastkanaal van de NPO, en andere podcastplatforms, en werd vanaf 5 november 2023 wekelijks uitgezonden bij het radioprogramma OVT van de VPRO op NPO Radio 1.
De gewoonte in bijvoorbeeld Suriname om kinderen niet groot te brengen in een kerngezin maar in een 'uitgebreide familie' van familieleden en goede vrienden die dichtbij wonen of bij het gezin inwonen, en de gewoonte kinderen groot te laten brengen buiten het gezin als 'kweekje' bij familieleden, vrienden of onbekenden, is historisch verbonden aan het slavernijverleden. Van kinderen die werden geboren in slavernij werd de vader meestal niet erkend, en de moeder kon door de slavenhouder worden verkocht of vermoord. Op veel plantages werd aan een oudere vrouw, die niet meer op de plantage kon werken, de opdracht gegeven om de kinderen te verzorgen. Zo'n plantage-pleegmoeder werd een 'krioro mama' genoemd.

## Persoonlijk
Terborg is getrouwd; zij en haar man hebben drie kinderen. Ze woont naast haar moeder Jetty Mathurin in Amsterdam.